# Rubinstein-Taybi-Syndrom
Das Rubinstein-Taybi-Syndrom (RTS) ist eine genetisch bedingte Erkrankung, die mit moderater geistiger Behinderung und körperlichen Fehlbildungen einhergeht. Das Syndrom wurde 1957 zum ersten Mal in einer Studie beschrieben. Die Namensgeber Jack Herbert Rubinstein und Hooshang Taybi beschrieben dieses Syndrom erstmals 1963.
Das Syndrom ist nicht zu verwechseln mit dem Taybi-Syndrom, einer Form des Oto-palato-digitalen Syndroms.

## Häufigkeit
Die allgemeine Häufigkeit (Inzidenz) liegt bei 1:120.000. Da bis zu den 80er-Jahren nur Studien an Kindern in Wohnheimen durchgeführt wurden, gibt es hierzu in der Literatur sehr unterschiedliche Angaben. RTS wird oft nicht oder erst im Teenageralter diagnostiziert, da Varianten der Erscheinung sehr groß sind. Es kommt auch oft vor, dass die Kinder keine charakteristischen Gesichtszüge aufweisen und nur sehr gering geistig behindert sind.

## Erscheinungsbild und körperliche Merkmale

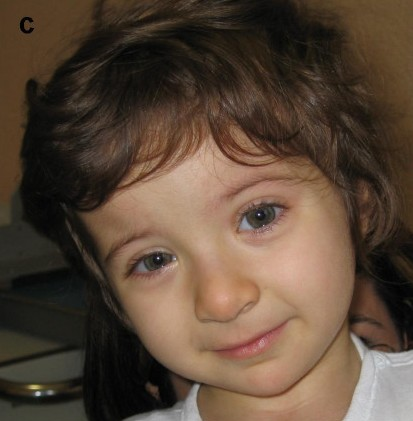
Erscheinungsbild

Das Rubinstein-Taybi-Syndrom geht mit einer unterschiedlich stark ausgeprägten geistigen Behinderung einher, zu der meist ein Intelligenzquotient unter 50 festgestellt wird, wobei die Spanne von 17 bis 86 reicht.
Daneben zeigen sich häufig eine Reihe typischer körperlicher Merkmale: Der Kopf ist relativ klein mit einem breiten Augenabstand und schweren oder sehr hohen Augenbrauen, dazu Schielen und Brechungsfehler, weswegen oft eine Brille getragen werden muss. Die Nase erscheint akzentuiert, der Nasensteg ist nach unten verlängert. Manchmal findet sich ein rötliches Geburtsmal auf der Stirn. Die Ohren können tief angesetzt und abnorm modelliert sein. Zu einem schmal und hoch angelegten Gaumen zeigt sich bei einem hohen Prozentsatz der Betroffenen die Prämolarisation der Eck- und Schneidezähne in Form von „Krallenhöckern“.
Von Statur sind die Betroffenen eher kleinwüchsig mit Verbiegung der Wirbelsäule, Wirbelanomalien und kleiner, schiefer Hüfte. Dazu kommen teilweise eine hohe Dehnbarkeit der Gelenke und steifer unsicherer Gang. Häufig sind auch vermehrte Körperbehaarung und auffallend breite, nicht selten abgeknickte Daumen und Großzehen. Obwohl die feinmotorischen Funktionen weniger stark beeinflusst sind, wird durch breite Daumen die differenzierte Hantierung erschwert.
Häufige Missbildungen an inneren Organen sind Wassersacknieren, aber auch Nierenagenesie und Herzfehler, nämlich persistierender Ductus arteriosus, Ventrikelseptumdefekt und Pulmonalstenose.

## Differenzialdiagnose
Abzugrenzen ist unter anderem das Floating-Harbor-Syndrom und das Mowat-Wilson-Syndrom.

## Ursache
Beim Rubinstein-Taybi-Syndrom zeigen sich Genmutationen des CBP-Gens, in 10–25 % Mikrodeletion auf dem kurzen Arm des Chromosoms 16 [16p13.3) und/oder des p300-Gens auf dem langen Arm des Chromosoms 22 (22q13.2)

## Verhalten
Auffälligkeiten im Verhalten finden sich bereits im Säuglingsalter. Die Kinder sind unruhig, schwierig zu füttern und neigen zu Erkältungen. Während das Sprachverständnis relativ gut ausgebildet ist, ist die Sprachentwicklung deutlich gestört und auffällig verlangsamt. Ältere Kinder wirken ängstlich und umtriebig, sind schwer auf Beschäftigung zu fixieren. Auf der anderen Seite sind sie durchaus kontaktfreudig, freundlich und zugewandt. Lernfortschritte werden durch Imitation erreicht.

## Förderung
Im Umgang mit Betroffenen helfen eindeutig strukturierte Situationen dabei, Reizüberflutung zu vermeiden und so eine verbesserte Aufmerksamkeitsleistung zu erreichen. Motorische Aktivitäten werden durch geeignete Maßnahmen, wie beispielsweise psychomotorische Übungsbehandlung unterstützt und verbessert. Um die emotionalen Bedürfnisse ausreichend zu befriedigen, sind soziale Verstärker und vertraute Beziehungen von großer Bedeutung. In der Kommunikation wird auch Zeichensprache genutzt, da einige Kinder nicht sprechen.